# Salvador Jorge Blanco
José Salvador Omar Jorge Blanco, född 5 juli 1926 i Santiago de los Caballeros, död 26 december 2010 i Santo Domingo, var Dominikanska republikens president 16 augusti 1982-16 augusti 1986. Blanco avled den 26 december 2010, i sviterna av ett fall i sitt hem. 